# Yuri Sakazaki
Yuri Sakazaki (ユリ・サカザキ, Yuri Sakazaki, a veces escrita como 坂崎 ゆり, Sakazaki Yuri) es un personaje ficticio de la serie de juegos de lucha Art of Fighting de SNK. Aparece por primera vez en el Art of Fighting original siendo secuestrada por Mr. Big, un criminal de la ciudad de South Town. Los jugadores, el hermano de Yuri, Ryo, y su amigo Robert Garcia se pasan el juego buscándola. En la secuela, Yuri aparece por primera vez como personaje jugable, tras haber sido entrenada por su padre Takuma en el arte del kárate Kyokugen. Yuri también ha protagonizado la adaptación al anime de Art of Fighting, en la que retoma su papel del primer juego.
Ha aparecido en la mayoría de los juegos de la serie The King of Fighters, con la notable excepción de The King of Fighters XII, participando en los torneos anuales de cada título. Al principio forma parte del equipo de luchadoras (compuesto exclusivamente por mujeres), pero más tarde se traslada al equipo Art of Fighting junto con su familia. También participó en la serie SNK vs. Capcom y en SNK Gals Fighters. La recepción crítica de Yuri ha sido mayoritariamente positiva por su transición de damisela en apuros a luchadora en la serie Art of Fighting. Su inclusión en la serie The King of Fighters se debió a la mayor variedad de movimientos que ofrecía a los jugadores.

## Creación y diseño
Yuri fue creada para ser una mujer mimada por su hermano mayor Ryo Sakazaki. Aunque se le dio un pasado trágico debido a la muerte de su madre y la desaparición de su padre, SNK le dio un carácter optimista. Para las voces de los personajes, utilizaron todos actores de doblaje profesionales o semiprofesionales. Yuri y King fueron realizados por la misma persona. Una vez que se anunció que Yuri sería un personaje jugable en Art of Fighting 2', el personal detrás de The King of Fighters '94 quiso que formara parte del reparto. Sustituyó al personaje Big Bear del equipo de King debido a problemas de memoria. Después, el equipo añadió a Mai Shiranui y formó el Equipo Femenino. El diseñador de Yuri dijo que el personaje tenía algo de animación de pechos, pero no tanto como Mai; dedicó mucho trabajo a las pantorrillas de Yuri. Además, el equipo de Art of Fighting quería que Yuri apareciera en el juego, por lo que se la añadió al equipo de luchadoras como líder.
Al crear a Yuri para The King of Fighters XIII, el director Kei Yamamoto declaró que Yuri quería que los movimientos del personaje se centraran en las patadas. Debido a la habilidad necesaria para realizar algunos de sus ataques especiales, Yamamoto considera que los jugadores de Yuri deben entrenarse para usarla correctamente. Originalmente se intentó dar al personaje uno de los movimientos de Robert Garcia debido a que ambos manejan sus extremidades inferiores, pero se eliminó debido a que no encajaba con Yuri. El rediseño de Yuri dio al personal una buena impresión en cómo cambiaron sus sprites, gustando especialmente la parte inferior universal de su cuerpo debido a su combinación de gi blanco y pantalones azules.
The King of Fighters: Maximum Impact' marca la primera vez desde Art of Fighting 2 que recibe un nuevo atuendo. Dicho atuendo se compone de una camisa verde con estampado de camuflaje, pantalones cortos, guantes verde oscuro y zapatos verdes. En KOF: Maximum Impact 2, algunos de sus atuendos extra normales hacen que se parezca a sus compañeros de Kyokugen; el esquema de color B hace que se parezca a Ryo (pelo rubio, gi naranja y mallas negras), mientras que el esquema F se parece al atuendo de Robert Garcia de The King of Fighters '99 a 2002, que consiste en pelo castaño, gi naranja con mallas negras de manga larga y sin cinta en la cabeza.

## Apariciones

### Videojuegos
Aunque Yuri no es jugable en el primer juego de Art of Fighting, juega un papel importante en la trama, ya que es secuestrada por el criminal de Southtown Mr. Big, lo que provoca que Ryo Sakazaki y Robert Garcia la busquen durante todo el juego. Al final, Ryo y Robert luchan contra Mr. Karate, un soldado de Mr. Big que toma a Yuri como rehén, pero son detenidos por Yuri, que revela que es Takuma. En Art of Fighting 2', Yuri se convierte en un personaje jugable, siendo entrenado por Takuma tras los acontecimientos del juego anterior. Yuri participa en el torneo King of Fighters junto con Ryo, Robert y Takuma para derrotar a Geese Howard, el criminal que convirtió a Takuma en Mr. Yuri utiliza el movelist Kyokugenryu de grado más bajo de la disciplina, llamado principio Raiou, que enseñaba sólo los movimientos básicos y de bajo nivel y fomentaba el instinto personal para utilizarlo junto con la tutela. Entre los movimientos creados personalmente por Yuri se encuentran el Slipstream Handslap y el Big Butt Press. Debido a la habilidad de Yuri para crear técnicas basadas en los principios básicos del Kyokugen, Takuma la está reconociendo poco a poco como una verdadera discípula del Kyokugen. En Art of Fighting 3, Yuri vuelve a ser injugable, pero aparece junto a Ryo buscando a Robert, que estaba ayudando a una amiga de la infancia conocida como Freya Lawrence. Yuri empieza también a sentirse atraída por Robert, algo que nota Ryo hasta el punto de decirle que la acompañe de viaje en el final.
Yuri también es un personaje jugable en la serie The King of Fighters primero como parte del Equipo de Luchadoras junto a Mai Shiranui y King participando en los torneos anuales de King of Fighters. En The King of Fighters '96, Yuri es requerida por Takuma para participar en el Art of Fighting Team junto a Ryo y Robert ya que Takuma decidió retirarse del equipo. En The King of Fighters '98 también se puede jugar con Yuri y su conjunto de movimientos de Art of Fighting 2 como personaje oculto. Debido a la nueva norma de que los equipos deben estar formados por cuatro miembros, Takuma regresa al equipo Art of Fighting en The King of Fighters '99'. En The King of Fighters 2000, Yuri regresa al Equipo de Luchadoras junto con Mai, Hinako Shijou y Kasumi Todoh, tras haber pedido a King que la sustituyera en el Equipo Art of Fighting queriendo más independencia. Yuri vuelve una vez más al equipo Art of Fighting en The King of Fighters 2001 queriendo ganar el dinero del premio para ayudar a Robert con varios problemas económicos que tiene su empresa. Aunque The King of Fighters 2002 no cuenta con un argumento, Yuri vuelve a formar parte del equipo de luchadoras junto a Mai y May Lee, pero fue trasladada de nuevo al equipo Art of Fighting en el remake, The King of Fighters 2002: Unlimited Match. En The King of Fighters 2003 y XI, Yuri continúa en el equipo Art of Fighting, pero solo con Ryo y Robert, ya que el torneo vuelve a requerir solo 3 luchadores por equipo. La siguiente aparición oficial de Yuri en The King of Fighters fue en The King of Fighters XIII, donde se une a sus compañeros de equipo de The King of Fighters '94. Sin embargo, para The King of Fighters XIV, Takuma cayó enfermo ya que no sólo tenía que gestionar el dojo sino también su restaurante llamado "Kyokugen BBQ", lo que llevó a Yuri no sólo a dejar a los miembros de su equipo del 94 por los de su equipo del 96, Ryo y Robert, sino también a superar a su familia.
Yuri aparece en el juego derivado The King of Fighters Neowave con el equipo original de luchadoras. En The King of Fighters: Kyo el protagonista Kyo Kusanagi encuentra a Yuri diciéndoles a Takuma y Ryo que quiere volver al Equipo de Luchadoras. Tras una larga discusión, Kyo propone una pelea con ellos para decidir si Yuri puede irse. Yuri aparece más tarde ayudando a Kyo a encontrar a su novia secuestrada Yuki junto con Ryo y Robert. Aparece como personaje asistente (llamado "Striker") en The King of Fighters EX para el equipo Art of Fighting, y como personaje jugable junto a Ryo y Takuma en The King of Fighters EX2. También aparece en los juegos 3D The King of Fighters: Maximum Impact y KOF: Maximum Impact 2 participando en nuevos torneos de Southtown. Los spin-offs King of Fighters R-1 y The King of Fighters R-2 presentan a Yuri como parte del Super Babe Team junto a Athena Asamiya y Kasumi Todoh.
Además, protagoniza la mayoría de los juegos de la serie SNK vs. Capcom excepto SVC Chaos: SNK vs. Capcom (donde hace un cameo en los finales de Ryo y Mr. Karate). En el crossover SNK Gals Fighters Yuri aparece como personaje jugable con ganas de montar su propio gimnasio, mientras que también aparece en SNK Heroines: Tag Team Frenzy. Además, está presente en juegos para móvil como KOF Gals Mahjong, The King of Fighters '98: Ulimited Match Online, The King of Fighters All Star y Kimi wa Hero. Su diseño de personaje sirve como contenido descargable en Dead or Alive 5 Last Round, así como Lucent Heart. En Super Smash Bros. Ultimate, tiene un cameo como personaje de fondo en el escenario King of Fighters Stadium.

### Otras apariciones
Yuri aparece en varios mangas de SNK y en la adaptación al anime de Art of Fighting, que retoma la historia del primer juego pero con Mr. Big queriendo obtener un diamante que Ryo y Robert encontraron. Su voz la pone Ayumi Hamasaki (antes de su ascenso al estrellato como cantante pop) en la versión japonesa y Veronica Taylor en el doblaje inglés. SNK Playmore lanzó una figura de acción de su personaje. Varios fabricantes han lanzado numerosas estatuillas.

## Recepción e impacto cultural
Yuri ha sido bien recibida por los jugadores japoneses, habiendo sido votada como el 19º personaje favorito en la encuesta de popularidad de personajes de 1997 en el sitio web de Neo Geo Freak. En 1995, la revista japonesa Gamest la clasificó como número siete en la lista de los mejores personajes de 1994. En 2018 Yuri fue votada como el décimo personaje más popular de Neo Geo.
El personaje de Yuri ha recibido respuestas dispares por parte de la publicación de videojuegos en inglés, basándose en su papel en Art of Fighting. Eurogamer señaló que el secuestro de Yuri en el primer juego era "una búsqueda insondable", sin sentido, ya que más tarde es tomada como rehén por su propio padre. A GamingExellence le gustó la introducción de Yuri como personaje jugable en Art of Fighting 2, ya que daba más variedad a la lista de personajes. Sin embargo, se quejó de que fuera eliminada en Art of Fighting 3 "con reemplazos menos que estelares". Del mismo modo, IGN disfrutó de la caracterización de Yuri en la secuela por el contraste con su anterior papel de damisela en apuros. Thunderbolt compartió opiniones similares por la variedad de nuevos personajes de la secuela. HonestGamers encontró divertidísimas las interacciones de Yuri con Ryo en el segundo juego de Art of Fighting, pero se lamentó de que fuera injugable en el tercero y de que solo hiciera cameos para ayudar a Robert. Complex la vio como un arquetipo derivado basado en Ryu de Street Fighter, aunque el sitio encontró a su hermano más cercano al diseño.
Los periodistas también analizaron el papel de Yuri en la franquicia The King of Fighters. A Armchair Empire le gustó su cosplay de Fio de la serie Metal Slug en The King of Fighters: Maximum Impact ya que contrastaba con otros trajes nuevos que consideraba vergonzosos. Den of Geek la incluyó en la lista como el 67.º mejor personaje de The King of Fighters por su alegre personalidad y por el impacto que causó en Art of Fighting 2, cuando se convirtió en un personaje jugable. Originalmente ausente en KOF XII, Eurogamer aprecia el regreso de Yuri a The King of Fighters XIII, ya que una vez más forma el Equipo de Luchadoras. PC Magazine' criticó cómo en KOF XIII tanto los trajes de Yuri como los de King pueden ser destruidos si son derrotados mediante movimientos especiales debido a la humillación que esto les supone. Niche Gamer afirma que, aunque el equipo de Art of Fighting de The King of Fighters XIV realiza movimientos similares, siguen aportando variedad, refiriéndose a los de Yuri como "a la vez simpáticos y totalmente impredecibles". Den of Geek señaló que el trío y el equipo en general se han caracterizado como personajes más cómicos en The King of Fighters que en Art of Fighting, aunque en XI crearon accidentalmente a su propio rival.
Aunque el personaje de Dan Hibiki de la serie Street Fighter se considera una parodia de Ryo debido a sus similitudes con Ryu y Ken de dicha serie, a menudo muestra manierismos similares a los de Yuri. El dibujante de manga Nobuhiro Watsuki diseñó el personaje de Makimachi Misao para la serie de manga Rurouni Kenshin, pero algunos fans se quejaron de que el personaje era muy parecido a Nakoruru de la serie de videojuegos Samurai Shodown. Watsuki respondió diciendo que el personaje era más parecido a Mai Shiranui o Yuri, diciendo cómicamente que estaba "haciendo su propia tumba" debido a las similitudes con los personajes de SNK.